# La Boissière-d'Ans
La Boissière-d'Ans è un comune francese di 233 abitanti situato nel dipartimento della Dordogna nella regione della Nuova Aquitania.

## Società

### Evoluzione demografica
Abitanti censiti